# Kururu, Bangarapet
Kururu là một làng thuộc tehsil Bangarapet, huyện Kolar, bang Karnataka, Ấn Độ.